# 埃里克·海迈莱伊宁
埃里克·海迈莱伊宁（芬蘭語：Erik Hämäläinen，1965年4月20日—），芬兰男子冰球运动员，1982年开始职业生涯。他曾代表芬兰参加1994年冬季奥林匹克运动会冰球比赛，获得一枚铜牌。